# Öskemen
Öskemen (en kazajo: Өскемен, en ruso: Усть-Каменогорск, tr.: Ust-Kamenogorsk) es la capital de la provincia de Kazajistán Oriental —nombre que recibe la estepa en la cual se ubica—, Kazajistán. Posee una población de 308 918 habitantes, según censo de 2013. Se encuentra situada en la confluencia entre los ríos Irtish —el principal afluente del río Obi— y Ulba. También dispone de un aeropuerto, aunque los dos principales y de carácter internacional son los de Astaná y Almaty.

## Historia

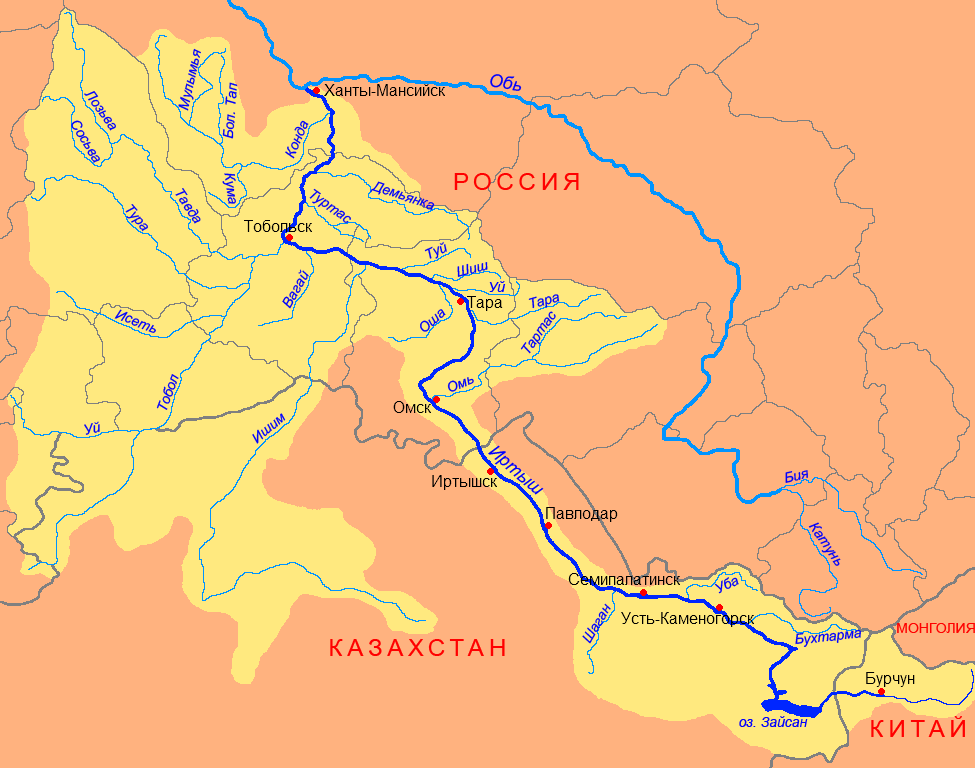
Öskemen (Усть-Каменогорск) en un mapa del río Irtish (Иртыш)

La ciudad fue fundada en 1720 en la confluencia de los ríos Irtish y Ulba como un fuerte y puesto de comercio llamado Ust-Kamennaya. Se estableció por orden del emperador ruso Pedro el Grande, que envió una expedición militar encabezada por el mayor Iván Vasílievich Lijarev en búsqueda de oro Yarkenda. La expedición de Lijarev ascendió por el río Irtish al lago Zaysan. Allí, en la confluencia de los ríos Ulba e Irtish se colocó el nuevo fuerte, el Fuerte Ust-Kamennaya. El Fuerte Ust-Kamennaya apareció en el mapa del Imperio ruso, al extremo sur de la línea del Irtish. En 1868, la ciudad se convirtió en la capital del óblast de Semipalatinsk. Fue el lugar de exilio interno de 30 años de Gueorgui Malenkov, durante el cual dirigió una planta hidroeléctrica local.
La ciudad se convirtió en un importante centro minero y metalúrgico durante el período soviético. La minería de metales no ferrosos, especialmente el uranio, berilio, tantalio, cobre, plomo, plata y zinc sigue siendo importante. Es un centro para la industria de la construcción de viviendas prefabricadas y producción de artículos de hormigón armado. La historia industrial de posguerra de la ciudad está muy estrechamente relacionada con el proyecto de la bomba nuclear soviética, y por lo tanto la ciudad se mantuvo cerrada a los forasteros. Una de las principales empresas industriales, los Metal Works Ulba (UMW), que producía y sigue produciendo productos de uranio, fue mantenida en secreto por completo a pesar del empleo de miles de trabajadores. Una explosión en la línea de producción de berilio de la UMW en 1990 condujo a la difusión sobre la ciudad de una "nube" altamente tóxica que contenía berilio. Los efectos sobre la salud de este incidente no se conocen del todo, en parte debido a que el incidente se mantuvo en secreto por las autoridades soviéticas. Kazajos que han visitado la ciudad afirman que está altamente contaminada, lo que ha llevado a tasas de cáncer alarmantemente altas (año 2014).

## Clima
| Parámetros climáticos promedio de Öskemen (1991-2020) | Parámetros climáticos promedio de Öskemen (1991-2020) | Parámetros climáticos promedio de Öskemen (1991-2020) | Parámetros climáticos promedio de Öskemen (1991-2020) | Parámetros climáticos promedio de Öskemen (1991-2020) | Parámetros climáticos promedio de Öskemen (1991-2020) | Parámetros climáticos promedio de Öskemen (1991-2020) | Parámetros climáticos promedio de Öskemen (1991-2020) | Parámetros climáticos promedio de Öskemen (1991-2020) | Parámetros climáticos promedio de Öskemen (1991-2020) | Parámetros climáticos promedio de Öskemen (1991-2020) | Parámetros climáticos promedio de Öskemen (1991-2020) | Parámetros climáticos promedio de Öskemen (1991-2020) | Parámetros climáticos promedio de Öskemen (1991-2020) |
| Mes                                                   | Ene.                                                  | Feb.                                                  | Mar.                                                  | Abr.                                                  | May.                                                  | Jun.                                                  | Jul.                                                  | Ago.                                                  | Sep.                                                  | Oct.                                                  | Nov.                                                  | Dic.                                                  | Anual                                                 |
| ----------------------------------------------------- | ----------------------------------------------------- | ----------------------------------------------------- | ----------------------------------------------------- | ----------------------------------------------------- | ----------------------------------------------------- | ----------------------------------------------------- | ----------------------------------------------------- | ----------------------------------------------------- | ----------------------------------------------------- | ----------------------------------------------------- | ----------------------------------------------------- | ----------------------------------------------------- | ----------------------------------------------------- |
| Temp. máx. abs. (°C)                                  | 8.0                                                   | 10.5                                                  | 22.0                                                  | 31.9                                                  | 38.0                                                  | 37.5                                                  | 41.0                                                  | 42.8                                                  | 37.4                                                  | 29.3                                                  | 22.7                                                  | 11.9                                                  | 42.8                                                  |
| Temp. máx. media (°C)                                 | -9.8                                                  | -7.0                                                  | 0.4                                                   | 13.9                                                  | 21.6                                                  | 26.2                                                  | 27.8                                                  | 26.7                                                  | 20.6                                                  | 12.3                                                  | 0.6                                                   | -6.8                                                  | 10.5                                                  |
| Temp. media (°C)                                      | -15.3                                                 | -13.3                                                 | -5.5                                                  | 7.0                                                   | 14.1                                                  | 19.2                                                  | 20.5                                                  | 18.5                                                  | 12.3                                                  | 5.4                                                   | -4.7                                                  | -11.6                                                 | 3.9                                                   |
| Temp. mín. media (°C)                                 | -20.4                                                 | -19.2                                                 | -11.0                                                 | 0.5                                                   | 6.9                                                   | 12.5                                                  | 14.2                                                  | 11.4                                                  | 4.6                                                   | -0.2                                                  | -9.1                                                  | -16.3                                                 | -2.2                                                  |
| Temp. mín. abs. (°C)                                  | -47.2                                                 | -44.6                                                 | -40.0                                                 | -26.1                                                 | -7.3                                                  | -1.3                                                  | 1.3                                                   | -0.7                                                  | -8.9                                                  | -21.5                                                 | -42.8                                                 | -42.2                                                 | -47.2                                                 |
| Precipitación total (mm)                              | 24                                                    | 24                                                    | 28                                                    | 33                                                    | 38                                                    | 41                                                    | 63                                                    | 33                                                    | 27                                                    | 42                                                    | 46                                                    | 34                                                    | 433                                                   |
| Fuente: Погода и климат                               |                                                       |                                                       |                                                       |                                                       |                                                       |                                                       |                                                       |                                                       |                                                       |                                                       |                                                       |                                                       |                                                       |

## Demografía
En contra de la norma general del país, donde aproximadamente el 60 % de la población es kazaja, en esta ciudad este colectivo sólo representa menos del 30 %, mientras que los rusos-ucranianos son mayoría en esta ciudad.

## Deportes
Esta ciudad es conocida también por temas deportivas. Es la cuna de grandes figuras del hockey sobre hielo (NHL) destacando a Nikolai Antropov entre otros. El equipo de hockey sobre hielo de la ciudad es el Torpedo, cantera de dichos jugadores. Además su equipo de fútbol data de 1963, el FC Vostok Öskemen.

## Naturaleza
Tiene dos lagos famosos por su belleza, el Sibini y el Karati.

## Ciudades hermanadas
Öskemen mantiene un hermanamiento de ciudades con:
- Gangneung, Gangwon, Corea del Sur (2011).
- Bursa, Mármara, Turquía (2011).
- Yokneam, Israel (2012).
- Barnaúl, Siberia, Rusia (2012).
- Babruisk, Maguilov, Bielorrusia.